# Jorge Giménez
Jorge Andrés Giménez Ochoa (Caracas, Venezuela, 11 de agosto de 1987) es un empresario y dirigente deportivo Venezolano. Desde 2021, se desempeñó como presidente de la  Federación Venezolana de Fútbol (FVF). y es miembro del Consejo de la CONMEBOL. Anteriormente, fue presidente y propietario del club Deportivo Lara, con el que logró varios campeonatos nacionales y participaciones en torneos internacionales como la Copa Libertadores y la Copa Sudamericana.

## Trayectoria

### Formación Académica
●    Universidad Metropolitana (Caracas, Venezuela) – Administración de Empresas (2006-2011).
●    Georgetown University (Washington D. C., EE. UU.) – Programa de Inglés EFL (2005-2006).
●    Instituto Avanzado de Finanzas (Caracas, Venezuela) – Curso de Legitimación de Capitales (2007).
Se define a sí mismo como dedicado "al mundo empresarial de la mano de compañías familiares".

### Contratista del Estado
Fue socio, junto a Antonio Luis González Morales, de las empresas Constructora 2GM y Constructora Energética del Sur Cenesur C.A., ambas empresas que aparecen adjudicadas con, al menos, 22 contratos por parte del Estado en ramos que van desde el turismo al petróleo. De la primera, vendió sus acciones el 21 de junio de 2021, cuando ya era presidente de la FVF.
En una entrevista a AFP reconoció haber sido contratista de PDVSA representando a la empresa Emerson.

### Federación Venezolana de Fútbol
Giménez se presentó a las elecciones del 2021 por la presidencia de la Federación Venezolana de Fútbol en la misma plancha que Pedro Infante, ex viceministro de deporte del gobierno chavista y ex directivo de la FVF cuya presencia fue uno de los factores que desencadenó la intervención de la FIFA sobre el organismo en 2020, al estar prohibido por este ente que un gobierno tenga inherencia sobre una federación nacional. El otro elemento fue la muerte del directivo Jesús Berardinelli, después debió ser trasladado a una clínica a causa de una insuficiencia respiratoria, luego de haber sido arrestado días antes por señalamientos de corrupción.
La plancha de Giménez e Infante obtuvo 57 de los 92 votos que se emitieron en las elecciones del 28 de mayo de 2021, resultando vencedores, después de meses de inestabilidad en el organismo por denuncias de corrupción. Su contrincante, Jorge Silva, se quejó de la inhabilitación de delegados para la votación "Nos extrajeron de manera injusta muchos delegados", declaró. Tomó posesión del cargo para el período 2021-2025 el 7 de junio siguiente.
El 20 de agosto de 2021, el presidente de la FVF anunció la renuncia del, hasta entonces, entrenador de la selección venezolana, José Peseiro. El técnico portugués se quejaba de haber permanecido 14 meses sin cobrar su sueldo y no aceptó recibir por parte de la nueva directiva de la federación el pago de 50 % de la deuda. Leo González, actual técnico de su equipo, ACD Lara, fue anunciado como director técnico interino. Meses después, fue revelado un audio donde se oye al ministro Tareck El Aissami, pedir a los asambleístas que votasen por Giménez en esas elecciones, contraviniendo así el artículo 19 de los estatutos de la FIFA que impiden la injerencia gubernamental en asuntos federativos.
Desde la toma del cargo como nuevo presidente de la Federación, junto con el equipo de directivos, se han puesto en marca una serie de alianzas y estrategias con el objetivo de fortalecer las estructuras deportivas y administrativas, promover la formación de los jóvenes talentos y desarrollar la competitividad de las selecciones nacionales a nivel internacional.

### Trayectoria empresarial
Giménez ha desarrollado una carrera en el ámbito empresarial con más de 15 años de experiencia en sectores como energía, servicios petroleros, industrias, comercio y finanzas. Ha trabajado en mercados de capitales y corretaje en Caracas y Nueva York, colaborando con actores clave del sector financiero. También ha sido inversionista y consultor en diversas startups en Latinoamérica y el Caribe, enfocándose en servicios financieros y juegos en línea.
Entre sus empresas destacan:
●    Administradora de Residuos Sólidos (ARES, C.A.) – Director y propietario.
●    Construcción Energética del Sur (CENESUR, C.A.) – Ingeniería y procura en el sector petrolero.
●    Standard Resources – Suministro para la industria petrolera.
●    Biogenética La Hermandad – Empresa camaronera.
●    Rapsodia Colombia – Negocio en el sector comercial.

### Presidencia de la Federación Venezolana de Fútbol (FVF)
En julio de 2021, Giménez asumió la presidencia de la Federación Venezolana de Fútbol (FVF), iniciando un proceso de modernización en alianza con la FIFA y la CONMEBOL. Su gestión ha estado enfocada en la reorganización institucional y la transparencia, impulsando iniciativas como:
●    Creación del primer Código de Ética de la FVF.
●    Redacción de acuerdos entre la FVF y la Liga FUTVE.
●    Implementación de un nuevo Reglamento Electoral para la FVF y sus asociaciones.
●    Revisión de los procedimientos de contratación con estándares de transparencia.
Bajo su liderazgo, Venezuela ha sido sede de torneos internacionales como:
●    Torneo Preolímpico Sudamericano Sub-23.
●    CONMEBOL masculino Sub-20
●    Copa Libertadores de Futsal.
●    CONMEBOL Sub-20 Futsal.
También bajo su dirección, la FVF inauguró recientemente una nueva sede, con más de 4,000 metros cuadrados y modernas instalaciones. 

## Controversias
Giménez Ochoa es señalado de su cercanía al empresario Raúl Gorrín y a la vicepresidenta de Nicolás Maduro, Delcy Rodríguez, quien, junto a Tareck El Aissami, fue de las primeras personas en felicitarlo tras su elección. Con esta, viajó en el vuelo privado que aterrizó en el Aeropuerto de Barajas (Madrid, España) el 20 de enero de 2020 y al cual se le prohibió la entrada en el país a sus ocupantes en un escándalo que posteriormente fue conocido como Delcygate. También formó parte de la comitiva de la vicepresidenta que visitó Catar en junio de 2021, en su primer viaje como presidente de la FVF y mientras selección venezolana de fútbol se encontraba en Brasil disputando la Copa América 2021 en medio de la polémica por el contagio de COVID de varios integrantes del equipo.
El 18 de junio de 2020, entregó 80.000 dólares en efectivo al empresario español Víctor de Aldama para "seguir alimentando la máquina" (según sus conversaciones telefónicas), por lo que está siendo investigado por la justicia española dentro de la trama de corrupción del Caso Koldo. En el expediente que la Guardia Civil presentó ante la Audiencia Nacional, se señala que Giménez "una persona de la máxima confianza de la vicepresidenta ejecutiva de Venezuela, extremo que es necesario hacer constar ya que muchas de las actuaciones realizadas por Aldama tenían relación directa con ciudadanos venezolanos de un significativo nivel político". La investigación también lo señala como presunto testaferro de Delcy Rodríguez.
Ese mismo año, fue señalado de estar involucrado en la muerte de Edward Velásquez Fernández, proveedor del Instituto Venezolano de los Seguros Sociales (IVSS). La investigación se orientó por una presunta rivalidad comercial.
Una investigación aparecida en 2022 lo señala de ser la cabeza, junto a Alejandro José Arroyo Pérez y Gilber Renee Mejias, de Ensa Energía AG y Logística y Alimentos El Mazo C.A., empresas que manejarían la estructura de intercambio de petróleo por alimentos de PDVSA que provee a los CLAP y que habría quedado huérfana desde la detención, en 2020, de Alex Saab.
En 2023, el comisario Iván Simonovis lo señaló de estar siendo investigado en un caso de corrupción por el Servicio Bolivariano de Inteligencia Nacional junto al presidente de PDVSA, Pedro Tellechea.

## Vida personal
Es hijo de Bertriz Ochoa de Giménez y Fenelón Giménez González, empresario que estuvo involucrado en el sonado caso de la estafa que ABA Mercado de Capitales perpetró a familias zulianas en 2012.
Junto a su madre y su padre aparece registrados como accionista de varias sociedades panameñas.